# Plethodon mississippi
Plethodon mississippi — вид хвостатих амфібій родини безлегеневих саламандр (Plethodontidae).

## Поширення
Ендемік південно-східних штатів США. Саламандра трапляється у штаті Міссісіпі, на заході штатів Алабама, Теннессі і Кентуккі та сході штату Луїзіана.

## Опис
Саламандра завдовжки до 12 см. Тіло чорного забарвлення з білими, срібними та бронзовими плямами.

## Спосіб життя
Сезон розмноження триває у серпні та на початку вересня. Самиця охороняє кладку (до 17 ікринок) та потомство протягом 2 тижнів після вилуплення.